# Buco nero carico
Il buco nero carico è un buco nero che possiede una carica elettrica. Poiché la repulsione elettromagnetica nel comprimere una massa caricata elettricamente è notevolmente più grande dell'attrazione gravitazionale (di circa 40 ordini di grandezza), non ci si aspetta che buchi neri con una carica elettrica significativa si possano formare in natura.

## Tipologie
Secondo la teoria gravitazionale della relatività generale, potrebbero esistere tre tipi di buchi neri caratterizzati dalle seguenti tre quantità, come postulato dal teorema dell'essenzialità:
- massa M (chiamato buco nero di Schwarzschild,[1] se non possiede momento angolare e carica elettrica),
- momento angolare J (detto buco nero di Kerr[2] se non ha carica),
- carica elettrica Q (buco nero carico o buco nero di Reissner-Nordström[3][4] se il momento angolare è zero o buco nero di Kerr-Newman se possiede sia il momento angolare che la carica elettrica).

Uno speciale articolo matematicamente orientato descrive la metrica di Reissner-Nordström per un buco nero caricato non-rotante.
Una soluzione dell'equazione di campo di Einstein per il campo gravitazionale di una massa puntiforme elettricamente carica (con momento angolare zero) nello spazio vuoto fu ottenuta nel 1918 da Hans Reissner e Gunnar Nordström; non molto dopo, Karl Schwarzschild sviluppò la metrica che porta il suo nome come soluzione per una massa puntiforme senza carica elettrica e nessun momento angolare.